# 袁盎

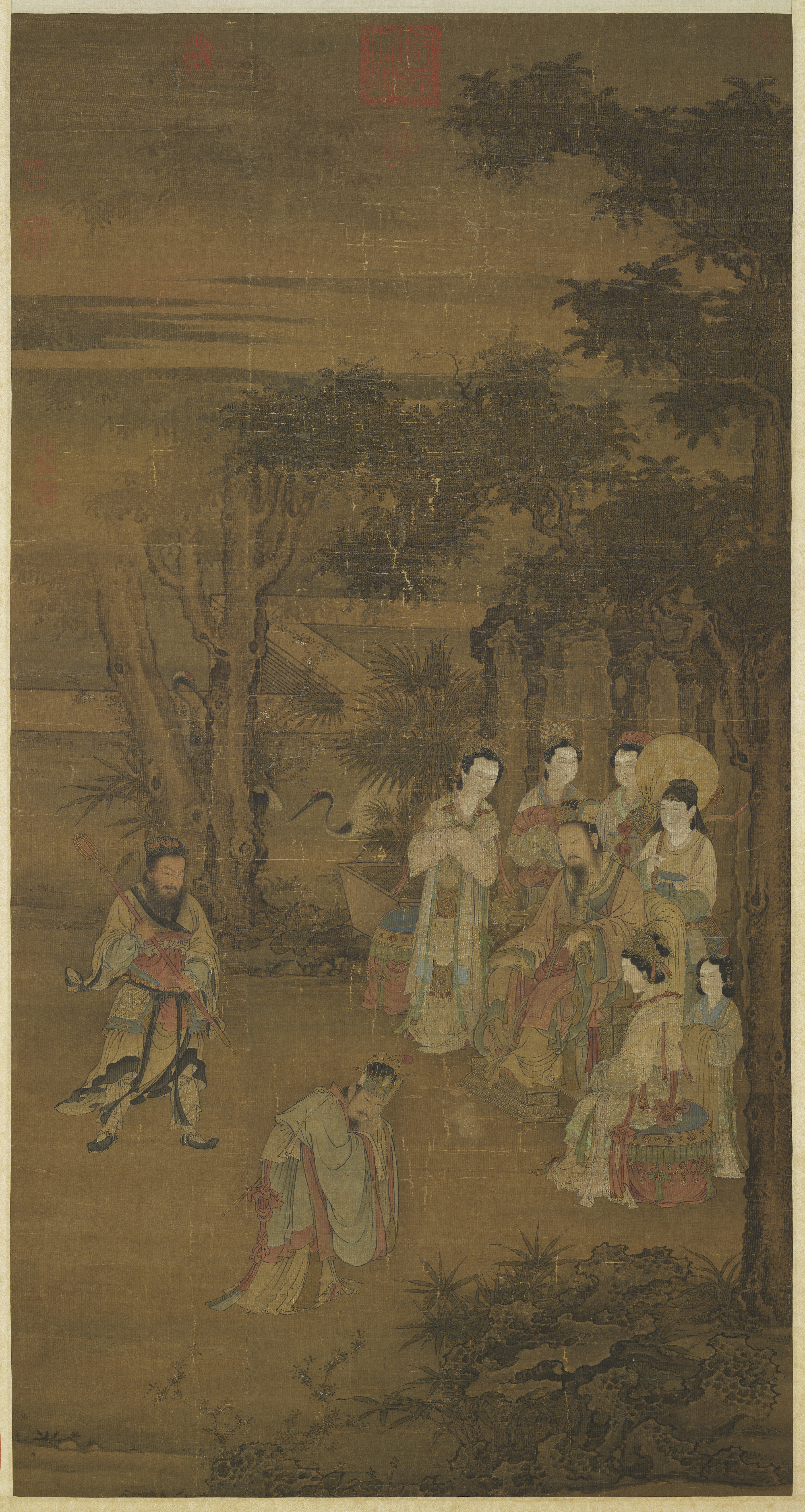
卻坐圖（宋代作品）

袁盎（？—約前150年），字丝，西汉楚国人。汉文帝、漢景帝時大臣。

## 生平
袁盎的父親是盜賊，遷徙到了安陵（很可能被流放）。袁盎的兄長袁噲擔任官員。袁盎起初為呂祿的舍人。
漢文帝即位後，哥哥袁噲舉薦袁盎進入朝廷，為郎中。绛侯周勃拜相，因此甚为得意，對皇帝也常常擺臉色。文帝因周勃誅殺諸呂立下大功，認為周勃是守護社稷之臣，對周勃非常恭敬。袁盎进谏说，社稷之臣应该是与與君王共存共亡才對，吕太后封诸吕為諸侯王，周勃身为太尉却不能撥亂反正。吕太后駕崩，大臣結盟誅殺諸呂时，周勃掌握兵权，剛好順應時勢成功平亂而已，只能称作功臣，不能称作「社稷之臣」。每每周勃有對君主驕傲之臉色，而陛下却谦退，這樣毫无君臣之礼。文帝接受了袁盎的建议，上朝时逐渐嚴肅了起来，周勃因此敬畏皇帝，也怨恨袁盎。
後來周勃遇到了袁盎，就罵他说：“我跟你哥哥袁哙很要好，今天你小子竟然在朝廷毁谤我！”袁盎也不願意道歉。后来周勃被罢免，回到封地，害怕被殺害，經常披掛鎧甲，命令家人手持武器會見郡守和郡尉，被指控谋反，被关押在京城狱中。朝中的王公大臣無人替他说情，只有袁盎一直出面澄清周勃不可能造反。周勃出狱后，感念袁盎出力颇多，乃与他结为挚友。
淮南王劉長為母報仇，殺了辟阳侯审食其，又為人驕橫，袁盎就暗示皇帝稍加譴責，文帝不理會，直到劉長涉及謀反，丞相張蒼領群臣要求文帝處死劉長。文帝只廢其王爵，發配蜀郡嚴縣的邛萊山，並且發還給劉長十個愛妾，每天給五斤肉、兩斗酒。时任中郎将的袁盎反對，認為劉長性格強悍，必定在途中自殺，漢文帝不相信。後來，劉長因為不堪屈辱，自殺而亡。文帝非常難過，向袁盎表示自己當初不該不聽勸告，背负杀弟之名。袁盎暗示皇帝獎賞淮南王的子嗣，文帝便将淮南王的三个儿子都封为王，於是袁盎在朝廷中名声大振。
漢文帝的愛妾慎夫人很受宠，常和文帝、窦皇后同席而坐。一次，文帝、窦皇后、慎夫人在上林苑游玩，袁盎把慎夫人的坐席往后拉，不讓他們一起坐，慎夫人於是不肯就坐，文帝也很生气，就起身回宫了。袁盎後來劝文帝：皇后是主，慎夫人只不过是个妾，妾怎么能與主同席呢！難道皇上沒聽過戚夫人被呂太后虐殺的事麼？慎夫人得知後非常高興，赐给袁盎金五十斤。
文帝從霸陵上山，打算乘馬車從西邊的陡坡而下。袁盎騎著馬，緊靠著皇帝的車子，還拉著馬車韁繩。皇上說：「將軍害怕出事嗎？」袁盎說：「臣聽說家有千金的人不靠近屋簷坐臥，家有百金的人不倚靠樓臺的欄杆，英明的君王不應冒險而心存僥倖。現在陛下放縱駕車的六匹馬下陡坡，假如馬匹受驚、車輛毀壞，陛下縱然看輕自己，又怎麼對得起高祖和太后呢？」文帝於是中止。 
袁盎因為人直言，不見容於朝廷，終於被外派為陇西都尉。在軍中，袁盎对士兵们爱护有加，士兵们都争着为他效命。不久，调任为齐国国相，不久，又调到吴国为国相。袁盎的侄子袁种对他说：「吴王刘濞骄横已久，常有造反之心。你如果想要弹劾他，他就先上书弹劾你，彈劾還可以，如果沒彈劾你，就会直接謀殺你了。南方地勢低又潮湿，你每天只管饮酒度日，不管公事，常劝吴王不要谋反就行了，这样才能不被杀害。」袁盎聽了這段話，果然平安度過任期。
袁盎曾路遇丞相申屠嘉，申屠嘉對袁盎不禮貌，袁盎於是去拜見了申屠嘉，並對他說教了一番，申屠嘉心悅誠服，奉袁盎為上賓。
袁盎和晁错不和，漢景帝七国之乱时，晁错彈劾袁盎曾經收受吴王刘濞的賄賂，景帝赦免袁盎的罪，但把袁盎廢為庶人，後來晁错又想繼續告發袁盎，袁盎心急如焚，於是透過窦婴，終於面見皇帝，袁盎力劝汉景帝杀晁错，安撫諸侯，景帝於是突襲式腰斬了晁错。
晁错被處決之后，袁盎出使至吴国，吴王刘濞想要留用袁盎，袁盎不想歸順叛軍，於是逃亡，刘濞派了五百人圍困袁盎，袁盎當年在吳國，曾經赦免了一個私通其婢女的軍官，甚至把該婢女也賞賜給他。該軍官於是幫了袁盎逃出吳國。
七國之亂平定后，袁盎被任为楚國相，不久就稱病退休了，但景帝仍常派人向他詢問國家大事。
后来因反对立梁王刘武为储君，遭到梁王忌恨，梁王派刺客欲杀袁盎。刺客見到袁盎說：「我接受了梁王的金錢來刺殺你，您行事厚道，我不忍心刺殺您。」並警告袁盎應該小心，還有十幾個刺客會來襲，袁盎於是跑出去算命，回家時，另一批梁國刺客還是在安陵外城門外面刺殺了袁盎。

## 家族
- 父亲：袁□
- 母亲：□氏
- 大哥：袁哙
- 妻子：□氏

## 軼事
袁盎為人慷慨激昂，很講道義，與他結交的很多都是當代有名的游俠，如劇孟、季心等。
据《太平广记》，袁盎的墓被广川王刘去盜墓，其中棺椁皆为陶瓦材质，陪葬品只有一面铜镜。

## 悟達國師的轉世
國師前世乃漢臣袁盎，李唐皇請國師出安國寺弘法，賜沉香座同紫金裟，斯國師欲坐，膝慎跌木座，現“人面瘡”，其像亦乃晁錯也。

## 延伸阅读
[在维基数据编辑]
 《史記/卷101》，出自司馬遷《史記》
 《漢書·卷049》，出自班固《漢書》